# Blagoje Parović
Blagoje Parović (Biograd, 1903 - Villanueva de la Cañada, 1937) fue un político yugoslavo, miembro del Comité Central del Partido Comunista de Yugoslavia, y muerto durante la batalla de Brunete de la guerra civil española, a la que había acudido como voluntario para luchar del lado republicano. 

## Biografía

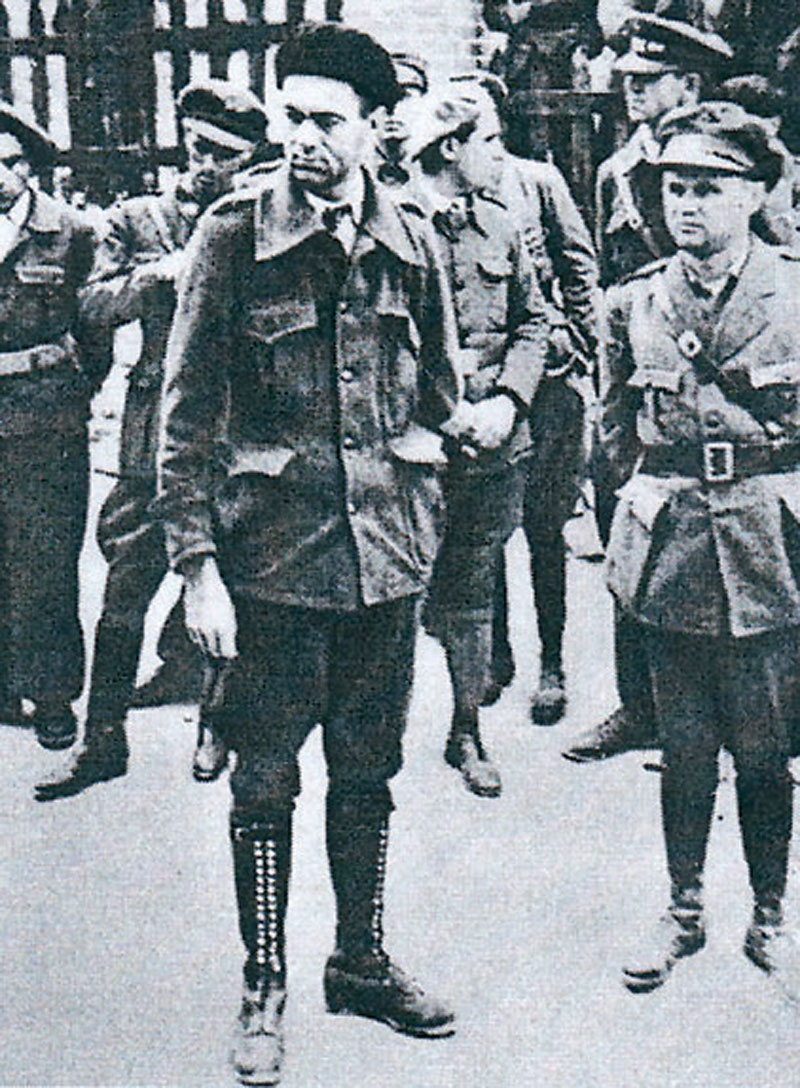
Parović durante su participación en la Guerra Civil Española.

Nació el 25 de marzo de 1903 en la aldea bosnia de Biograd, Nevesinje (Imperio austrohúngaro). Procedía de una humilde familia de campesinos, y perdió a sus padres durante la Primera Guerra Mundial. Después residió en Vinkovci, donde aprendió el oficio de zapatero.
Hacia 1921 comenzó a participar en movimientos obreros, y en 1923 se afilió al ilegal Partido Comunista de Yugoslavia, siendo arrestado varias veces por sus actividades revolucionarias. De 1926 a 1928 trabajó en Zagreb en la organización del partido, junto con Josip Broz Tito. Allí conoció a Anka Butorac, compañera de partido con quien se casaría más tarde. Con el comienzo de la dictadura real de Alejandro I de Yugoslavia en 1929, decidió exiliarse a la Unión Soviética.
Después de finalizar su formación en la Escuela Internacional Lenin de Moscú, la Internacional Comunista lo envió como delegado a Alemania. En la Cuarta Conferencia Nacional del Partido Comunista de Yugoslavia, que se celebró 1934 fue elegido miembro del Buró Político del Comité Central. En 1935 participó como delegado en el VII Congreso de la Internacional Comunista. Considerado uno de los más prometedores comunistas yugoslavos, era considerado ya el segundo hombre del partido, por detrás de su secretario general Milan Gorkić
En 1937, se desplazó a España, para participar en la guerra civil española como representante del Comité Central del Partido Comunista. Allí participó en la formación del batallón Đuro Đaković, compuesto por voluntarios yugoslavos. En la batalla de Brunete fue nombrado comisario político de la XIII Brigada Internacional. Murió en el frente el 6 de julio de 1937, en los duros combates de Villanueva de la Cañada.
Su esposa, Anka Butorac (1903 - 1942) también tuvo una destacada actividad militante, siendo miembro del Comité Central del Partido Comunista de Croacia. Murió durante la Segunda Guerra Mundial y recibió la Orden de Héroe del Pueblo.

## Controversias sobre su muerte
Desde diversos ámbitos, la muerte de Parović fue considerada un asesinato político. En 2009 el periodista serbio Pero Simić, autor de varios libros sobre el mariscal, publicó Tito, skrivnost stoletja (Tito, el misterio del siglo) que vinculaba directamente a Josip Broz Tito con su muerte. Según Simić, Stalin envió a España una unidad de liquidadores del NKVD, dirigida por Tito, y a quienes atribuye el asesinato de Parović y de otros muchos voluntarios yugoslavos sospechosos de disidentes. También lo relaciona con las purgas de que fueron objeto Milan Gorkić y Vladimir Ćopić.